# NGC 6023
NGC 6023 est une vaste et lointaine galaxie elliptique située dans la constellation du Serpent. Sa vitesse par rapport au fond diffus cosmologique est de 11 197 ± 8 km/s, ce qui correspond à une distance de Hubble de 165,1 ± 11,6 Mpc (∼538 millions d'al). NGC 6023 a été découverte par l'astronome français Édouard Stephan en 1881.
NGC 6023 est une radiogalaxie à spectre continu (Flat-Spectrum Radio Source). Selon la base de données Simbad, NGC 6023 est une galaxie LINER, c'est-à-dire une galaxie dont le noyau présente un spectre d'émission caractérisé par de larges raies d'atomes faiblement ionisés.
À ce jour, trois mesures non basées sur le décalage vers le rouge (redshift) donnent une distance de 154,00 ± 16,823 Mpc (∼502 millions d'al), ce qui est à l'intérieur des valeurs de la distance de Hubble. Notons cependant que c'est avec la valeur moyenne des mesures indépendantes, lorsqu'elles existent, que la base de données NASA/IPAC calcule le diamètre d'une galaxie et qu'en conséquence le diamètre de NGC 6023 pourrait être d'environ 67,9 kpc (∼221 000 al) si on utilisait la distance de Hubble pour le calculer.
NGC 6023 est un membre du superamas d'Hercule.